# Epictia tesselata
Epictia tesselata là một loài rắn trong họ Leptotyphlopidae. Loài này được Tschudi mô tả khoa học đầu tiên năm 1845.